# Occult Classic
Occult Classic – pierwszy album studyjny amerykańskiego producenta muzycznego Kill the Noise, wydany 9 października 2015 roku przez wytwórnię OWSLA.

## Lista utworów
1. "Kill It 4 the Kids" (feat. AWOLNATION & Rock City) - 2:23
2. "FUK UR MGMT" - 3:47
3. "Mine" (feat. Bryn Christopher) - 2:56
4. "I Do Coke" (oraz Feed Me) - 3:46
5. "Without a Trace" (feat. Stalking Gia) - 4:03
6. "Louder" (oraz Tommy Trash feat. Rock City) - 3:31
7. "Dolphin on Wheels" (oraz Dillon Francis) - 2:54
8. "Lose Ya Love" - 3:49
9. "Spitfire Riddim" (oraz Madsonik feat. twoton) - 3:59
10. "All in My Head" (feat. AWOLNATION) - 4:26